# Talparo
Talparo es una localidad de Trinidad y Tobago, que forma parte de la región de Couva-Tabaquite-Talparo.

## Geografía
La localidad abarca parte de la isla Trinidad y limita al norte con San Raphael-Brazil y Guatopajaro (esta última localidad perteneciente a la región de Sangre Grande), al sur con Mundo Nuevo y Tamana Road al este con Tamana Road y al oeste con Todd's Station.

## Demografía
Datos demográficos de la localidad de Talparo:
| Gráfica de evolución demográfica de Talparo entre 2000 y 2011 |
|                                                               |